# Epoetyna beta
Epoetyna beta (łac. epoetinum beta) – hormon peptydowy, rekombinowany analog ludzkiej erytropoetyny, wytwarzany metodą inżynierii genetycznej w komórkach jajnika chomika chińskiego, lek stymulujący różne etapy erytropoezy.

## Mechanizm działania biologicznego
Epoetyna beta jest rekombinowanym analogiem ludzkiej erytropoetyny, wytwarzanym metodami inżynierii genetycznej w komórkach jajnika chomika chińskiego. Zbudowana jest z 165 aminokwasów o sekwencji identycznej z naturalną erytropoetyną oraz identyczną z nią glikozylacją. Mechanizm działania epoetyny beta jest identyczny jak erytropoetyny, ponieważ wiąże się z tym samym receptorem. U pacjentów z niewydolnością nerek jej pozytywny wpływ biologiczny jest związany z niedoborem erytropoetyny. Natomiast u pacjentów z chorobą nowotworową problem polega zarówno na niedoborze erytropoetyny, jak i zmniejszonej wrażliwości na endogenną erytropoetynę.

## Zastosowanie medyczne
Epoetyna beta znajduje się na wzorcowej liście podstawowych leków Światowej Organizacji Zdrowia (WHO Model Lists of Essential Medicines) (2019).

### Unia Europejska
Wskazania do zastosowania epoetyny beta:
- niedokrwistość objawowa związana z przewlekłą niewydolnością nerek u dorosłych i dzieci[2]
- niedokrwistość objawowa związana z chemioterapią z powodu choroby nowotworowej (z wyjątkiem nowotworów złośliwych pochodzenia szpikowego) u dorosłych[2]
- uzyskanie większej ilości autologicznych erytrocytów u osób przygotowywanych do zabiegu chirurgicznego z zastosowaniem autotransfuzji (zakres stężenia hemoglobiny 100–130 g/l, bez niedoboru żelaza), jeśli nie ma możliwości przechowania wystarczającej ilości krwi własnej i planowy duży zabieg chirurgiczny wymaga znacznej objętości krwi (nie mniej niż 4 jednostki krwi dla kobiet i nie mniej niż 5 jednostek dla mężczyzn)[2].

Jest dopuszczona do obrotu w Polsce (2020).

### Stany Zjednoczone
W USA nie została wprowadzona na rynek farmaceutyczny.

## Działania niepożądane
Może powodować następujące działania niepożądane u ponad 1% pacjentów: ból głowy, nadciśnienie tętnicze, zakrzepy w żyłach i tętnicach.